# Mercedes-Benz F100
La Mercedes-Benz F 100 est un prototype créé par le constructeur allemand Mercedes-Benz en 1990. Elle innovera sur de nombreux éléments et accessoires électroniques. Il sera le premier véhicule de recherche de la marque à porter un F en son nom.

## Historique

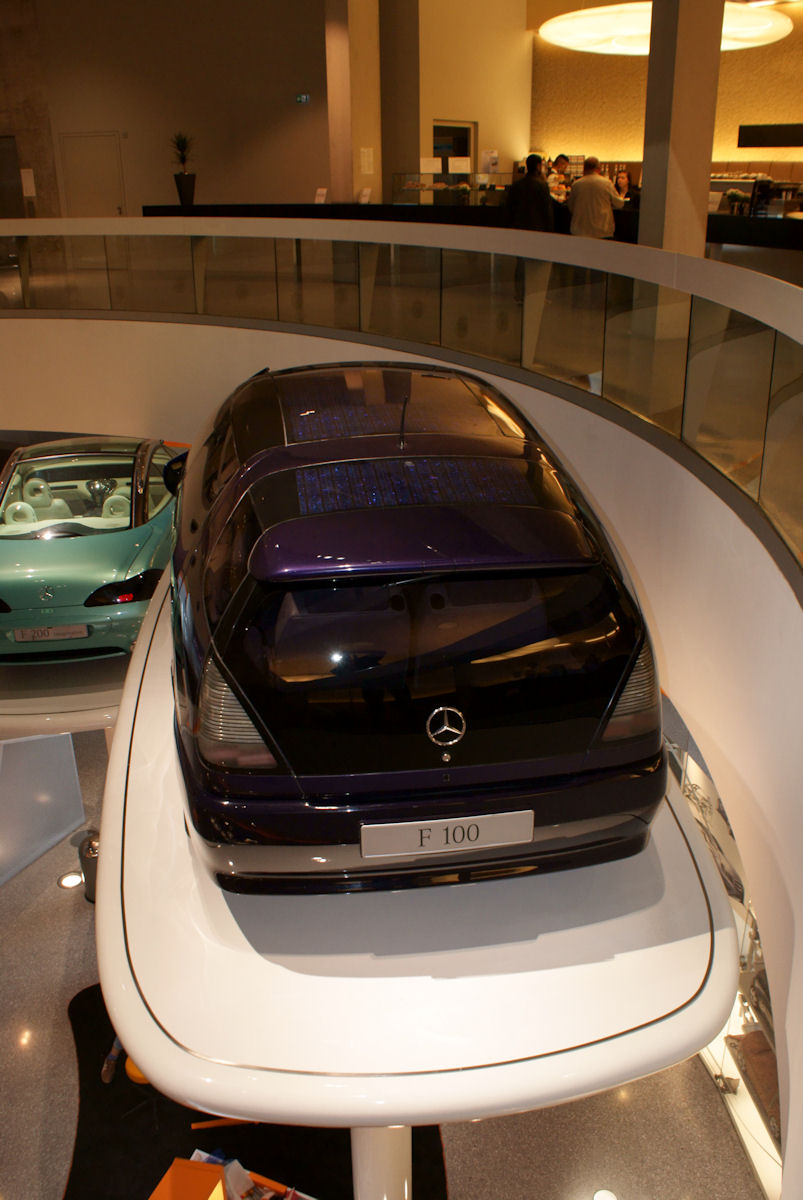
Vue arrière de la F 100.

Elle sera présentée en janvier 1991 au salon international de l'automobile d'Amérique du Nord à Détroit. Ce modèle avait été conçus pour présenter de nombreux accessoires électroniques.

## Caractéristiques

### Innovations
- Radar de régulation de distance (système Distronic, sortie en 1999)
- Moniteur d'angle mort et alerte de franchissement involontaire de ligne (système sortie en 2010)
- Cellule photovoltaïque placés sur le toit (système sortie en 2002 sur les Maybach 57 et 62)
- Lampe à décharge à haute intensité (Xénon) (sortie en 1995)
- Reconnaissance vocale (système sortie en 1996)
- Contrôle automatique de la pression des pneus (système sortie en 1999)
- Capteur de pluie (système sortie en 1995)
- Carte à puce à la place des clés de voiture (système Keyless Go, sortie en 1998)
- Système anti-collision

### Motorisation
| Modèle | Construction | Moteur + Nom             | Cylindrée         | Performance                  | Couple               | 0 à 100 km/h | Vitesse maxi | Consommation + CO2    |
| ------ | ------------ | ------------------------ | ----------------- | ---------------------------- | -------------------- | ------------ | ------------ | --------------------- |
| F 100  | 1990         | 6 cylindres en ligne ... | 2 600 cm3 (2,6 L) | 142 kW (194 ch) à ... tr/min | ... N m à ... tr/min | ... s        | ... km/h     | ... l/100 km ... g/km |

## Préservation
Un des modèles fabriqués est actuellement au Musée Mercedes-Benz de Stuttgart.

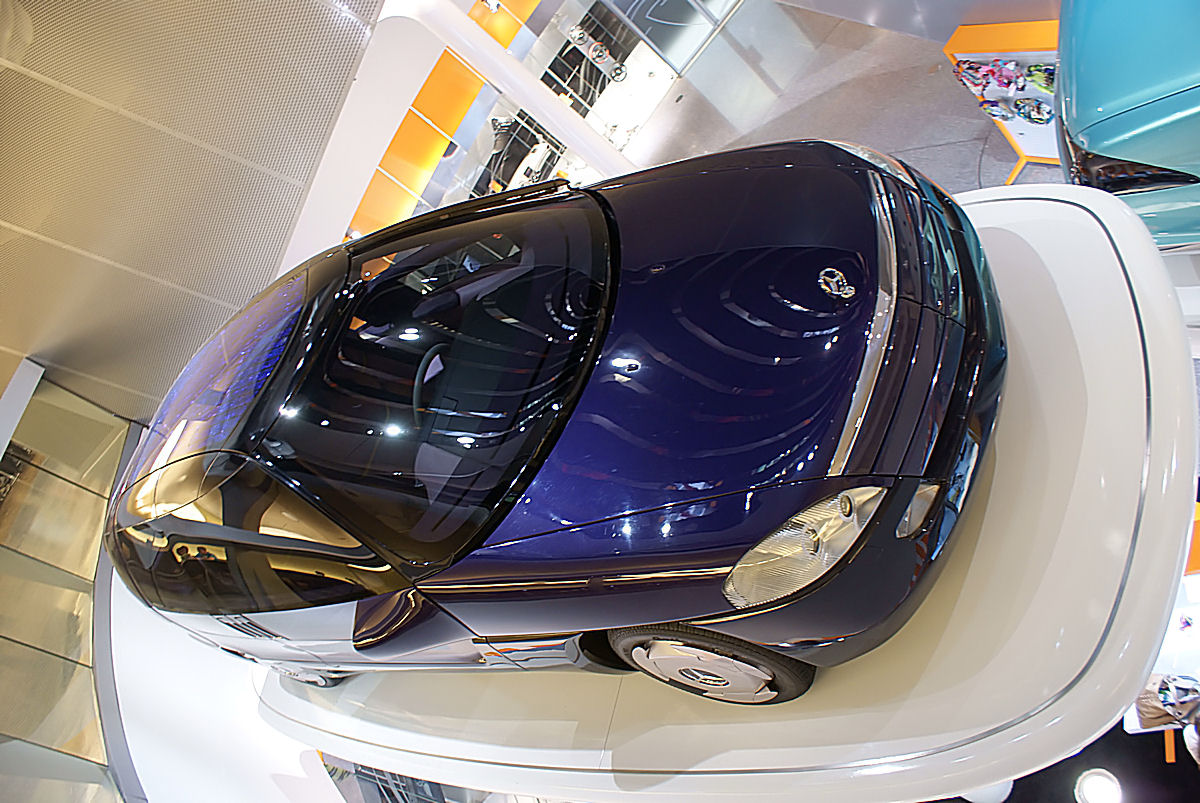
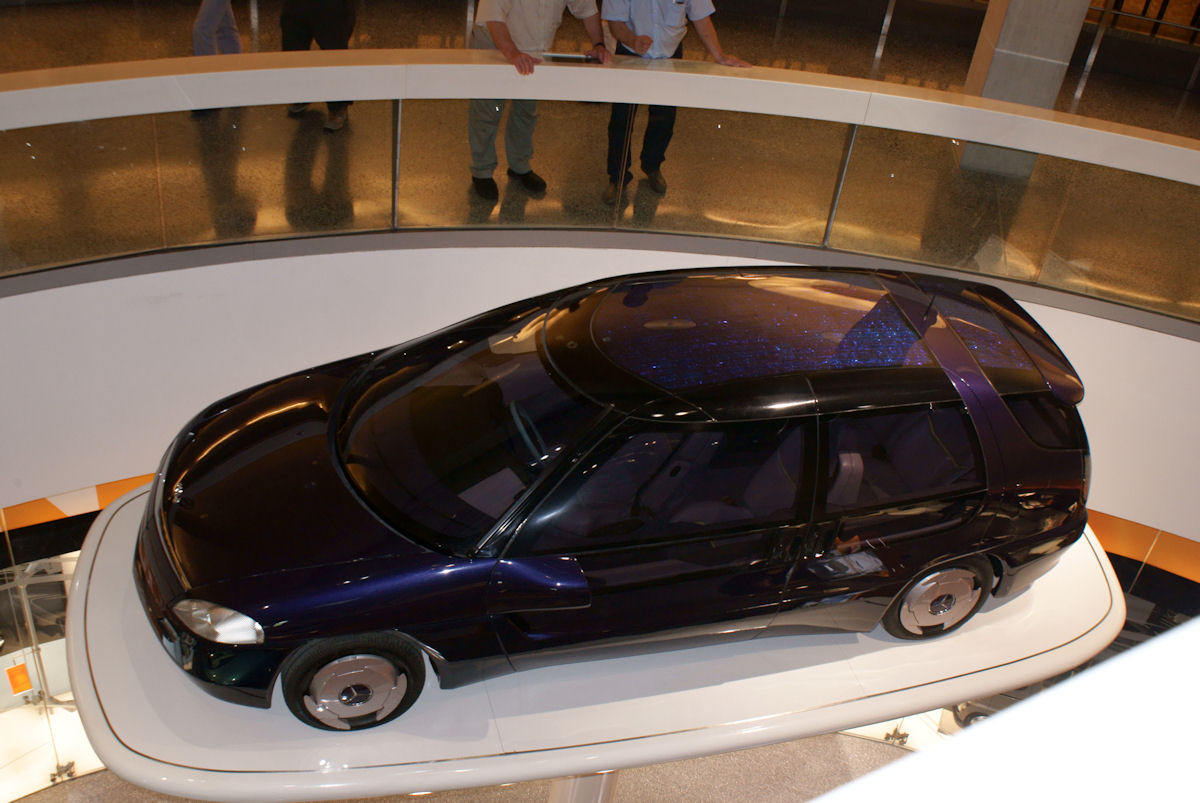
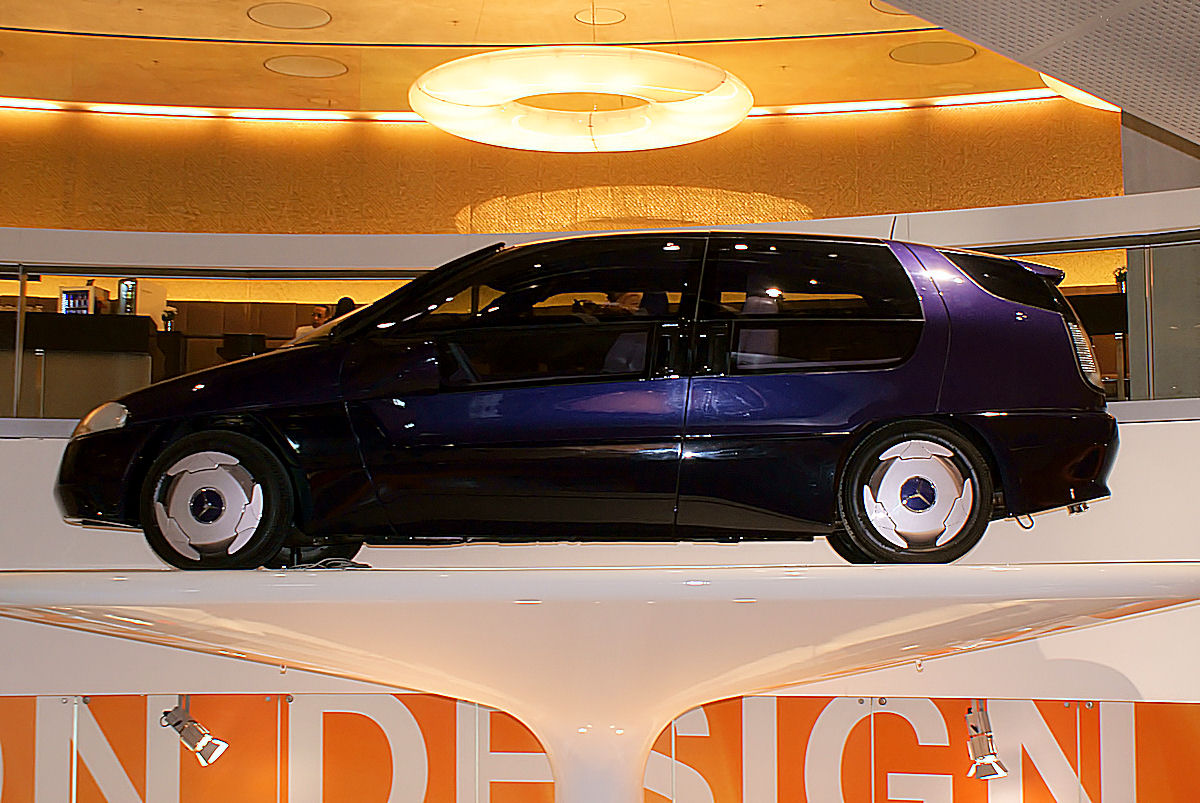